# Nicolai Jacob Marstrand
Nicolai Jacob Marstrand, född den 5 augusti 1770 vid Kvikne kopparverk i Østerdalen i Norge, död den 12 juli 1829 i Köpenhamn, var en dansk industriman, far till Wilhelm, Osvald och Troels Marstrand. 
Omkring 20 år gammal kom han till Danmark, blev huslärare, vägassistent och slutligen assistent vid Frederiksværk. Som sådan fick han 1802 offentligt understöd till att studera mekanik. 
1806 flyttade han till Köpenhamn, där han bl. a. satte igång med harpo- och klaverfabrikation. En av honom uppfunnen degknådningsmaskin gjorde emellertid, att han med statens hjälp fick ett bageri och blev bagare (1810).
Detta medförde inte att han lämnade mekanikens fält. Han fick uppsyn över först dövstuminstitutets och senare förbättringshusets verkstäder, liksom han hela sitt liv gjorde mycket olikartade mekaniska uppfinningar.